# Едуардо Дуальде (хокеїст на траві)
Едуардо Дуальде (ісп. Eduardo Dualde, 1 грудня 1933 — 12 червня 1989) — іспанський хокеїст на траві.
Бронзовий призер Олімпійських Ігор 1960 року, учасник 1964 року.